# 王曲成汤庙
王曲成汤庙，位于山西省晋城市阳城县西河乡王曲村村南。

## 保护
2013年1月，王曲庙公布为第三批晋城市文物保护单位，编号3-235。2021年8月4日，王曲成汤庙公布为第六批山西省文物保护单位，古建筑类，编号6-219。